# Мала Медведівка
Мала́ Медве́дівка — село в Україні, у Сахновецькій сільській громаді Шепетівського району Хмельницької області. Населення становить 113 осіб. Площа становить — 0,891 км². Густота населення — 126,82 осіб/км².

## Історія
У 1906 році село Новосільської волості Ізяславського повіту Волинської губернії. Відстань від повітового міста 25 верст, від волості 6. Дворів 64, мешканців 340.

## Населення

### Мова
Розподіл населення за рідною мовою за даними перепису 2001 року:
| Мова       | Кількість | Відсоток |
| ---------- | --------- | -------- |
| українська | 112       | 99.12%   |
| російська  | 1         | 0.88%    |
| Усього     | 113       | 100%     |